# شکوروپاتوف
شکوروپاتوف (انگلیسی: Shkuropatov) یک شهرک در بخش آلکسیفسکی استان بلگورود کشور روسیه است.